# Cəngan (Cəlilabad)
Cəngan è un comune dell'Azerbaigian situato nel distretto di Cəlilabad. Conta una popolazione di 585 abitanti.